# Thru-hiking

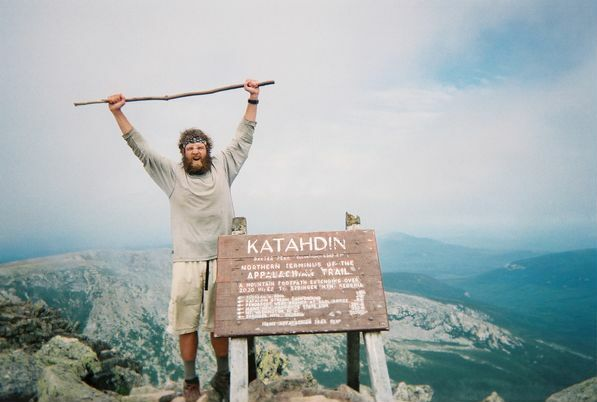
Un excursionista que acaba de completar el Sendero de los Apalaches

Thru-hiking es la palabra inglesa para el acto de recorrer un sendero establecido de larga distancia de un extremo a otro de forma continua.
El término se usa con mayor frecuencia con respecto a los senderos en los Estados Unidos, como el Sendero de la Cresta del Pacífico (PCT), el Sendero de los Apalaches (AT) y el Sendero de la Divisoria Continental (CDT). A nivel mundial, algunos ejemplos de caminatas incluyen la Senda Te Araroa en Nueva Zelanda, el Camino de Santiago en España y Francia, la Vía Francígena en Francia e Italia, y el Gran Sendero del Himalaya en Nepal.
Las rutas de thru-hikes a menudo tardan varias semanas o meses en completarse. El senderismo también implica a menudo ir de mochilero y acampar, aunque no siempre.
El "senderismo de sección" se refiere a recorrer un sendero de larga distancia una sección a la vez. Un sendero completado como una colección de caminatas de sección no se considera una thru-hike.

## Historia
A principios del siglo XX, el senderismo comenzó a popularizarse en los Estados Unidos. El primer sendero asociado con el thru-hiking fue el Sendero de los Apalaches (AT), de 3,531 km (2,194 mi), que fue propuesto por primera vez en 1921 por el ingeniero forestal Benton MacKaye y completado en 1937 después de más de una década de trabajo. En 1948, Earl Shaffer completó la primera thru-hike de sur a norte de este sendero, seguido por Chester Dziengielewski en 1951, de norte a sur.
En 2012, Cheryl Strayed publicó su libro Wild, que documenta su viaje de autodescubrimiento por el Sendero de la Cresta del Pacífico, que se convirtió en una película en 2014 protagonizada por Reese Witherspoon, lo que provocó un aumento en el interés por este sendero y el thru-hiking.